# RWDM Brussels
Ne pas confondre avec Racing White Daring de Molenbeek ex-matricule 47, qui évolua de 1973 à 2002
Ne pas confondre avec le RWDM Brussels FC qui évolua à Molenbeek de 2003 à 2014
 (avril 2018).
Si vous disposez d'ouvrages ou d'articles de référence ou si vous connaissez des sites web de qualité traitant du thème abordé ici, merci de compléter l'article en donnant les références utiles à sa vérifiabilité et en les liant à la section « Notes et références ».
 (avril 2018).
Maillots
Actualités
Le RWDM Brussels, anciennement connu sous le nom de Racing White Daring de Molenbeek (RWDM) ou Daring Brussels, est un club de football belge basé dans la commune bruxelloise de Molenbeek-Saint-Jean. Il porte le matricule 2 et ses couleurs sont le rouge, le noir et le blanc.
Le club évolue dans le championnat de deuxième division belge lors de la saison 2024-2025 et restera dans cette division lors de la saison 2025-2026.
Ce club s'est structuré sur le matricule de l'ancien K. Standaard Wetteren. Ce cercle de Flandre orientale a cessé ses activités à la fin de la saison 2014-2015 et s'est uni avec son voisin du R. RC Wetteren-Kwatrecht (matricule 95) sous l'appellation FC Wetteren (95). Un groupe de passionnés bruxellois, sympathisants de l'ancien RWDM (matricule 47) saisit l'occasion d'acquérir le matricule 5479 devenu libre et qui allait être radié. Ils ont  pu relancer un nouveau "RWDM" directement au 4e niveau de la hiérarchie nationale du football belge. En quelques années, le club est remonté dans les plus hautes divisions du football belge.

## Histoire

Ancien blason du RWDM

La disparition en 2003 du matricule 47, l'ancien "White Star AC" devenu "R. Racing White", puis Racing White Daring de Molenbeek, a été durement ressentie par des milliers de personnes. Il faut rappeler que cette disparition affligea un très grand nombre de fans, car derrière les quatre initiales (RWDM) se trouvaient l'héritage de l'Histoire et des traditions de trois très grands clubs bruxellois répartis en quatre entités sportives : le "Daring CB" (matricule 2), le "Racing CB" (matricule 6) et le "White Star AC" (matricule 47). La 4e entité résulta, de 1963 à 1973, au "R. Racing White" (47), constitué par la fusion des matricules 2 et 47.

### 2003-2014, Tentatives avortées
Dès la disparition du "matricule 47" entérinée, il y eut une volonté de relancer un club porteur de l'Histoire et des traditions du cercle disparu.
Pendant la période 2003-2014, deux projets évoluent de manière distincte à des années-lumière l'un de l'autre, mais avec une volonté identique : faire revivre le "R.W.D.M.".
En fin de saison 2002-2003, l'ancien joueur du Daring CB, Johan Vermeersch, fit en sorte que le "K. FC Strombeek" (matricule 1936) emménage au stade Machtens déserté. Mais l'entité qui fut surtout connue sous le nom de FC Brussels fit long feu. À l'exception de quelques rares bonnes saisons, elle se battit, pendant une décennie, contre des soucis financiers avant d'être minée par des litiges internes, menant à une nouvelle faillite, l'arrêt des activités et la radiation en 2014.
S'il fut logiquement le plus médiatisé, puisque jouant entre D1 et D2 nationale, le "projet Vermeersch" ne fit pas l'unanimité par la base des supporters du "RWDM" premier du nom. Ainsi dès 2003, un groupe de copains créa le "Racing Whitestar Daring de Molenbeek" qui fut affilié à l'URBSFA et reçut le matricule 9449. Ce cercle évolua trois saisons en "P4 Brabant" dont il remporta le titre lors de son 4e exercice, en 2005-2006. Le matricule 9449 ne monta pas en "P3" mais directement en Première provinciale (P1) brabançonne (à l'époque 5e niveau hiérarchique). C'est le rachat d'un matricule (selon des critères réglementaires permettant de conserver le 9449) qui permit à ce nouveau RWDM de jouer parmi l'élite provinciale. Mais ce fut la chronique d'une catastrophe annoncée. Le club qui avait grevé ses finances peina à joindre les deux bouts. Conséquence : trois relégations consécutives avec autant de dernières places et retour en P4. En 2010, une fusion avec le "ZD Hulsbeek-Geetsbets" (matricule 6011) intervint et le matricule 9449 prit la dénomination de "Racing White Daring de Molenbeek 2003". Après un aller-retour P3-P4, le club disparut aussi en 2014.

### Projet 2015
Le(s) projet(s) de nouveau(x) "RWDM", eussent ils été de simples ersatz, ayant capotés quasiment de concert, les fans "Noir-Blanc-Rouge" sont de nouveau "orphelins" quand se déroule la saison 2014-2015.
C'est au début de l'année civile 2015 que son font entendre les premiers échos d'un nouveau projet. Les principaux instigateurs de l'idée sont Messieurs Thierry Dailly (dirigeant du FC Brussels jusqu'en 2012), Philippe Housiaux (ancien athlète et Président du Panathlon Wallonie-Bruxelles) et Bruno Vandenwijngaert (Entrepreneur). Accompagnés d'autres passionnés, ils se regroupent sous les termes "RWDM 47" qui deviennent, de facto, le nom générique du projet.

#### Recherche d'un matricule
La première mission est la quête d'un "numéro de matricule" car si démarrer tout en bas de l'échelle (P4) est relativement peu coûteux, cela comporte des inconvénients majeurs: désintérêt médiatique et donc peu de sponsors/partenaires, effet sportivement aléatoire des saisons successives et surtout l'obligation de grossir le budget initial, au fil des saisons, sous peine de rester dans l'anonymat. Tout mis l'un dans l'autre, un investissement initial "correctement calculé" s'amortit plus aisément avec une bonne gestion. 
Ce principe de rachat de matricule (ou de changement d'appellation) n'est pas un cas isolé. On peut même dire qu'au début des années 2010, cet épiphénomène s'accroit dans le football belge (Boussu Dour (167) déménagé à Seraing, Olympia Wilrijk (155) qui devient Beerschot Wilrijk, ou encore l'ancien CS Couillet/FC Charleroi (94) qui part à La Louvière). La mouvance est telle que l'URBSFA adapte rapidement son règlement pour limiter à 30 kilomètres la distance entre les stades des clubs "déménagés".

#### Piste athoise
Pour le projet "RWDM 47", une première piste s'ouvre avec les Royal Géants Athois. À la dérive en Division 3 et exsangue financièrement, ce cercle est proche de la cessation d'activités.
Les négociations trainent et s'enlisent. Les responsables athois ne semblent pas trop savoir ce qu'ils veulent. La somme d'argent proposée par les Bruxellois est-elle jugée insuffisante ? Les "Géants" demandent ils des garanties supplémentaires ? Toujours est-il que les porteurs du projet "RWDM 47" se lassent et cherche une autre solution.
Le matricule 2899 du R Géants Athois que la majorité pensent voué à la radiation est finalement cédé en juin 2015. Un groupe de repreneurs français engagent le club dans le championnat 2015-2016 mais ce projet implose. Le cercle déménagé d'abord à Fleurus puis à Renaix arrête rapidement ces activités.

#### Piste flandrienne
Pour les promoteurs du dossier "RWDM 47", le "Fiat Lux" vient de Flandre orientale, plus précisément de Wetteren. Dans cette commune flandrienne cohabite de longue date deux cercles de football. Le plus ancien dénommé R. Racing Club Wetteren-Kwatrecht (matricule 95) et le plus jeune appelé K. Standaard Wetteren (matricule 5479) qui joua longtemps dans une ligue rivale de l'URBSFA, avant de rejoindre celle-ci.
Le Standaard Wetteren arrive pour la première fois dans les séries nationales en 1988 et ne les quitte plus. En fin de saison 2008-2009, il gagne le droit de monter en Division 2, où il évolue trois saisons avant de redescendre. Deux ans après son retour en D3, il est relégué en "Promotion" où est entretemps réapparu son vieux voisin et rival local du "Racing". Lors de la saison 2014-2015, les deux formations wetterenoises assurent leur maintien mais conviennent qu'il est devenu impossible financièrement de cohabiter. Peu avant la fin de championnat, elles confirment qu'elles vont s'unir sous le matricule 95 du Racing et prendre l'appellation de FC Wetteren.
Le projet "RWDM 47" fait une offre qui est acceptée et devient titulaire du matricule 5479 ainsi que d'une place en Promotion (D4) !

### Mise en route incertaine
Après la bonne nouvelle concernant le matricule et le statut de club de "Promotion (D4)", les initiateurs de "RWDM 47" connaissent divers soucis qui rendent incertaine la mise en route et la concrétisation définitive de leur entreprise.

#### Besoin de reconnaissance
S'ils ont bénéficié de divers marques de sympathie et d'encouragements au lancement de leur projet ('plus de 400 supporters présent à la première réunion, encouragements multiples de nombreux fans de football…), les promoteurs de "RWDM 47" font ensuite face à un écueil sérieux: la reconnaissance de leur situation et statut par les autorités politiques locales.
Du printemps 2015 à la fin de l'été de l'année suivante, de déclarations incendiaires des uns ensuite contredites par les mêmes, aux non-dits, aux "vrais-faux" secrets, en passant par de pseudo devoirs de réserves, Thierry Dailly et son groupe doivent apprendre à naviguer, parfois à l'aveugle, dans de curieux jeux d'amitiés et/ou d'inimitiés soit purement politiques, soit entre individus et les rapports humains oscillants que cela peut entrainer. En bon "commandant de bord", Dailly tient bon la barre mais que ce fut tant épique que pittoresque.
Premier obstacle surmonté, la reconnaissance par la commune de Molenbeek. En mai 2015, celle-ci accepte le projet "RWDM 47".

#### Obtenir un endroit pour jouer
Après le "droit de jouer", vient un "endroit pour jouer". La plus grande difficulté rencontrée par les initiateurs de "RWDM 47" est de trouver une surface de jeu. Le principal obstacle réside dans le fait qu'au début de la saison 2014-2015, le White Star Bruxelles a quitté son stade Fallon de Woluwe-Saint-Lambert et s'est installé au stade Machtens de Molenbeek... où souhaite évoluer le nouveau "Racing White Daring de Molenbeek".
Ayant une convention en bonne et due forme avec la commune de Molenbeek, le White Star n'hésite pas à contester la venue d'un rival et refuser dans un premier temps de partager l'enceinte sportive. Le RWDM recréé est "sans stade fixe" et doit mendier asile en divers endroits durant la phase préparatoire de la saison 2015-2016.
Le White Star choisit l'option du bras de fer et perd. Alors qu'initialement les responsables communaux proposent que le RWDM évolue sur le terrain "C" du site "Machtens", le White Star refuse catégoriquement. Et quand le nouveau RWDM demande de pouvoir partager le terrain principal lors de 20 journées des championnats, le club étoilé se cabre et porte le dossier devant le tribunal. Pendant ce temps, les autorités communales, gênées par la Convention existante, ne réagissent guère mais tentent des médiations.
Le White Star devient "l'arroseur arrosé". Le Tribunal déboute le matricule 5750 et donne raison au RWD Molenbeek .

#### Clash bruxello-bruxellois
Lors de l'exercice 2015-2016, le White Star (Division 2) et le Racing White Daring de Molenbeek (Promotion) évoluent en alternance au Stade Machtens. On obtient à une situation assez surréaliste, typiquement belge serait-on tenté de dire. Le club "amateur" de D4 évolue à domicile régulièrement devant des assemblées de plusieurs centaines de personnes tandis que le cercle "professionnel" de D2 joue devant quelques dizaines de sympathisants !
Cette constatation concernant les assistances n'est pas le seul paradoxe de cette première saison de cohabitation White Star/RWDM. À la fin de l'exercice 2015-2016, le White Star est sacré champion de D2 alors que le RWDM est contraint de descendre d'un niveau à la suite d'une réforme des compétitions (voir ci-après). Mais le White Star est privé de montée en Jupiler League (D1) car n'obtenant pas la licence nécessaire. Il est renvoyé au 3e niveau qui prend la nouvelle dénomination de "Division 1 Amateur".
Au fil de cette saison, les antagonismes ne font fait que s'accroître entre les deux entités et les sujets de discorde, parfois de simples prétextes, s'accumulent. L'occupation du stade Machtens est évidemment la pierre angulaire des disputes avec toute une série de déclinaison du thème: emploi et entretien des commodités, vestiaires, buvettes…
En mars 2016, le manager du White Star, John Bico parle encore "d'envahisseurs" à propos du RWDM . Six semaines plus tard, le RWDM "fait un geste" sur le partage du stade en acceptant de cohabiter et un accord est finalisé au début du mois de mai . Car depuis le début de saison, les rôles se sont inversés et c'est le White Star qui fait office d'intrus ! La rubrique "stade" est un point important dans un dossier de demande de licence. Malgré la résolution de ce point, le cercle étoilé n'obtient pas le sésame escompté même après un pourvoi devant la CBAS.
À la fin de la saison suivante, le club connaît des difficultés financières croissantes. Il ne peut assurer son maintien en D1 Amateur et descend en D2 Amateur où il devrait retrouver le RWD Molenbeek ! Néanmoins, éjectés du stade Machtens par les autorités communales à l'été 2018, le matricule 5750 se retrouve sans stade et sans effectif sportif concret. Après deux matchs de Coupe de Belgique, il renonce à disputer le championnat 2017-2018 de D2 Amateur. 

### Soulagement et débuts sportifs
Passées les péripéties et quelques incertitudes ayant émaillé leur projet, de sa genèse à sa concrétisation, les dirigeants du nouveau Racing White Daring de Molenbeek s'attellent à mener à bien la première saison.
C'est Dany Ost qui est le premier entraîneur du nouvel RWDM. Malgré la présence d'un coach expérimenté à sa tête, le noyau molenbeekois déçoit et passe la plupart de la compétition à bonne distance des places de tête. 
Les résultats sont tels que la direction choisit de remercier Ost . Peu après, c'est Christian Rits qui reprend les rênes de l'équipe .

#### Sanctionné  par la réforme
Sous l'impulsion de Rits, la courbe des résultats s'inverse quelque peu mais le RWDM manque le "bon wagon". Dans les faits, une grande réforme est appliquée à la structure pyramidale des compétitions en vue la saison 2016-2017. Le troisième niveau n'est plus joué qu'en une seule série au lieu de deux, alors que le 4e étage se joue en deux séries de clubs néerlandophones et une de clubs francophones. C'est ainsi que 2015-2016, il n'y a pas de montant et que seuls les trois premiers de chaque série de "Promotion" sont assurés de rester en D4 (qui devient la Division 2 Amateur). Selon le régime linguistique, un certain nombre de cercle sont repêchés pour le niveau 4, après un tour final.
Ayant choisi le régime linguistique francophone, le RWDM (qui en tant que bruxellois est bilingue) ne termine que 10e de sa série et n'entre pas en ligne de compte pour la future D2 Amateur. Le club doit rejoindre la D3 Amateur et donc glisse au niveau 5 de la hiérarchie.

### Ascension Acte I
Pour la saison 2016-2017, le RWDM est versé dans la Série A de la D3 Amateur ACFF. Le club bruxellois est cité comme un des deux principaux favoris pour le titre avec les Francs Borains et le R. FC Tournai comme gros outsider.
Si les Tournaisien déçoivent quelque peu, un invité surprise vient jouer les trouble-fêtes en haut du classement. La Royale Union Sportive Rebecquoise étonnent les observateurs. Molenbeek commence la compétition et aligne avec 7 rencontres sans défaites, soit 6 victoires et 1 partage  (2-2, à la R. JS Taminoise). Lors de la 8e journée, Rebecq inflige leur premier revers aux Molenbeekois (2-1). Les "Rouges et Noirs" marquent encore le pas (3-3 dans un derby contre le Léopold). Après cette partie, l'entraîneur Christian Rits choisit de se retirer pour raisons personnelles et présente sa démission que la direction n'a d'autre choix que d'entériner .
Quatre jours après le départ de Rits, le RWDM présente son nouveau coach: le croate Dražen Brnčić . L'ancien entraîneur de Verviers où il fit de l'excellent travail, puis de l'Union St-Gilloise qu'il ramena en D2, est directement dans le vif du sujet avec au lendemain de son intronisation un beau succès aux Francs Borains (1-2).
Sous la conduite du technicien belgo-croate, les Pensionnaires du stade Machtens alignent dix victoires d'affilée. La fringante série est abruptement interrompue au Racing Jet Wavre (6-3). Une semaine plus tard, c'est de nouveau la soupe à la grimace pour l'ambitieux RWDM qui subit une deuxième fois la loi de Rebecq (0-1). À quatre journées de la fin, Rebecq (55-16v) se hisse au premier rang, devant le RWDM (54-16v) et les Francs Borains (51-14v).
La 23e journée n'apporte aucun changement puisque les trois meneurs s'imposent de concert. Mais tout bascule lors de la journée no 24. Le RWDM pense avoir laissé le titre s'envoler en concédant un nouveau partage avec le Léopold (2-2), mais une bonne nouvelle arrive depuis Boussu: les Francs Borains ont battu l'US Rebecquoise (2-1). Molenbeek et Rebecq sont à égalité de points (55) mais les Bruxellois ont l'avantage à la différence de buts "+37 contre +30". Les Francs Borains se sont rapprochés, ils totalisent 54 points.
Un suspense haletant perdure jusqu'à la dernière journée. Le Racing White Daring de Molenbeek enlève le titre lors de l'ultime rencontre avec une victoire (4-0) contre Tournai. Vainqueur de Ganshoren (3-1), Rebecq termine trop court pour 7 buts. Toutefois les Brabançons décrochent la montée lors du tour final. Les Francs Borains échouent 1 point derrière le duo de tête.

### Retour dans l'élite
Le club retrouve la deuxième division belge lors de la saison 2020-2021. Le RWDM végète 3 ans dans cette division. Il termine champion lors de la saison 2022-2023.
Le club évolue lors de la saison 2023-2024 en Jupiler Pro League, premier niveau du football belge. C'est sa 9e saison en séries nationales et sa 1re parmi l'élite. À l'issue de la saison, le club finit dernier du championnat. Il évolue dans le championnat de deuxième division belge lors de la saison 2024-2025. Le RWMD manque de peu de remonter en première division en finissant troisième après avoir perdu les deux derniers matchs de la saison. Qualifié en barrages pour accéder à la première division, le club perd en demi-finale face à Lokeren-Temse.
En juin 2025, le club annonce son changement de nom à l'initiative de son propriétaire américain, John Textor. À compter du 1er juillet 2025, le club aurait du s'appeler "Daring Brussels", en hommage au Daring Club de Bruxelles, fondé en 1895. Dans le cadre de ce changement de nom, le club aurait prévu d'adopter un nouveau logo et de prendre le matricule 2. Les couleurs officielles du club seraient revues pour inclure le rouge, le blanc, le noir et l'or. Cette décision a suscité une vive réaction de la part des supporters du RWDM, dont beaucoup ont exprimé leur attachement profond au nom traditionnel et à la palette de couleurs rouge, blanc et noir d'origine. Des critiques additionnelles ont été émises de la part de la commune de Molenbeek, qui avait précédemment accordé au club l'utilisation gratuite du stade Edmond Machtens à condition que le nom "Molenbeek" soit conservé.
En juillet 2025, le club revient sur sa décision et choisit de maintenir le nom originel "Racing White Daring Molenbeek", ainsi que l'acronyme "RWDM", et d'y associer le nom "Brussels" afin de renforcer la visibilité du club à l'international. Le matricule 2 est quant à lui conservé.

## Résultats dans les divisions nationales
Statistiques mises à jour le 3 décembre 2024 (terme de la saison 2023-2024)

### Palmarès
- 1 fois champion de D2 Amateur ACFF (D4) : 2018.
- 1 fois champion de D3 Amateur ACFF (D5) : 2017.
- 1 fois vainqueur de la Challenger Pro League en 2023

### Bilan
| Niv | Divisions     | Jouées | Titres | TM Up | TM Down |
| --- | ------------- | ------ | ------ | ----- | ------- |
| I   | 1re nationale | 1      | 0      |       | 1       |
| II  | 2e nationale  | 3      | 1      | 1     |         |
| III | 3e nationale  | 2      | 0      |       |         |
| IV  | 4e nationale  | 2      | 1      |       |         |
| V   | 5e nationale  | 1      | 1      |       |         |
|     |               |        |        |       |         |
|     | TOTAUX        | 9      | 3      | 1     | 1       |

- TM Up : test-match pour départager des égalités, ou toutes formes de Barrages ou de Tour final pour une montée éventuelle.
- TM Down : test-match pour départager des égalités, ou toutes formes de Barrages ou de Tour final pour le maintien.

## Classements saison par saison
| Saison    | Niveau | Niveau | Niveau | Niveau | Niveau | Niveau | Série                                                                           | Points                                                                          | Remarques                                                                                      |  |
|           | I      | I      | II     | III    | IV     | V      |                                                                                 |                                                                                 |                                                                                                |  |
| --------- | ------ | ------ | ------ | ------ | ------ | ------ | ------------------------------------------------------------------------------- | ------------------------------------------------------------------------------- | ---------------------------------------------------------------------------------------------- |  |
| 2015-2016 |        |        |        |        | 9      |        | Promotion (série B)                                                             | 39                                                                              | À la suite d'une réforme des divisions nationales, le club est relégué malgré son classement.  |  |
|           | 1A     | 1B     | 1Am    | 2Am    | 3Am    | P1     | Il existe 3 niveaux nationaux et 2 niveaux régionaux depuis la saison 2016-2017 | Il existe 3 niveaux nationaux et 2 niveaux régionaux depuis la saison 2016-2017 | Il existe 3 niveaux nationaux et 2 niveaux régionaux depuis la saison 2016-2017                |  |
| 2016-2017 |        |        |        |        | 1      |        | D3 Am. (série A)                                                                | 61                                                                              | Ex æquo avec l'US Rebecquoise, mais champion grâce à une meilleure différence de buts          |  |
| 2017-2018 |        |        |        | 1      |        |        | D2 Am. ACFF                                                                     | 76                                                                              |                                                                                                |  |
| 2018-2019 |        |        | 8      |        |        |        | D1 Amateur                                                                      | 40                                                                              |                                                                                                |  |
| 2019-2020 |        |        | 6      |        |        |        | D1 Amateur                                                                      | 34                                                                              | Le KSV Roeselare et Excelsior Virton n'ayant pas de licence, le RWDM est donc promu à la place |  |
| 2020-2021 |        | 6      |        |        |        |        | Division 1B                                                                     | 35                                                                              |                                                                                                |  |
| 2021-2022 |        | 2      |        |        |        |        | Division 1B                                                                     | 49                                                                              |                                                                                                |  |
| 2022-2023 |        | 1      |        |        |        |        | Division 1B                                                                     | 69                                                                              |                                                                                                |  |
| 2023-2024 | 15     |        |        |        |        |        | Division 1A                                                                     | 30                                                                              | Première saison en première division belge, relégué à l'issue de la saison.                    |  |
| 2024-2025 |        | 3      |        |        |        |        | Division 1B                                                                     | 57                                                                              | Battu en play off par KSC Lokeren-Tamise                                                       |  |

## Personnalités du club

### Effectif professionnel actuel
Le premier tableau liste l'effectif professionnel du RWD Molenbeek pour la saison 2024-2025. Le second recense les prêts effectués par le club lors de cette même saison.
En grisé, les sélections de joueurs internationaux chez les jeunes mais n'ayant jamais été appelés aux échelons supérieurs une fois l'âge-limite dépassé ou les joueurs ayant pris leur retraite internationale.